# Эрмитаж (павильон)

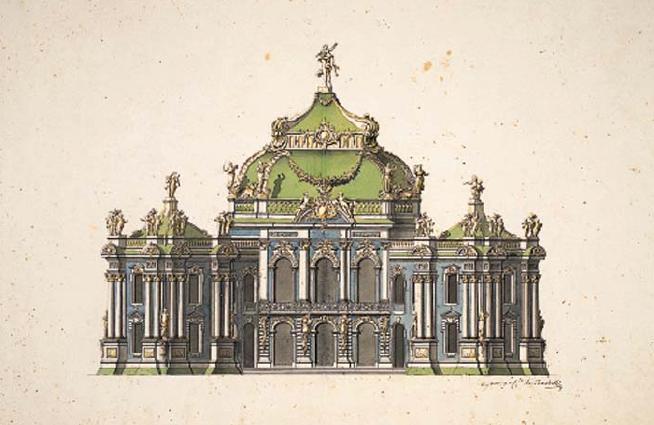
Бартоломео Растрелли. Эрмитаж в Царском Селе. Рисунок 1748 года

Эрмита́ж (фр. hermitage, от многозначного греч. ἐρημία, ἥ) — место уединения (небольшая полянка в парке, уединённое местечко в роще), уединённый павильон в парках или садах. Подобные сооружения были широко распространены в XVIII—XIX веках. Первоначально они служили местом для религиозных и философских размышлений владельца усадьбы. С течением времени, особенно в России, эрмитажи превратились в павильоны с сугубо развлекательными функциями. При этом в России превалировал гастрономический элемент функционала подобного павильона. Второй этаж его представлял собой обеденный зал, а первый этаж — кухню.
Детальному анализу павильон (его историю возникновения и особенности устройства, функциональное назначение и восприятие современниками) подвергли Д. C. Лихачёв в книге «Поэзия садов: К семантике садово-парковых стилей. Сад как текст» и М. Н. Соколов в книге «Принцип рая. Главы об иконологии Сада, парка и прекрасного вида». Отдельные постройки проанализировали в своих статьях и главах монографий А. Корндорф, Г. Ламарш-Вадель, Е. П. Щукина, А. Гейрот, В. Знаменов и В. Тенихина, Л. В. Емина.

## Происхождение эрмитажей
Доктор наук, историк искусства Михаил Соколов в книге «Принцип рая. Главы об иконологии парка, Сада и прекрасного вида» возводит эрмитажи Нового времени к двум основным источникам: А) к садам и постройкам отшельников и монастырей; Б) к так называемым «тайным садам» (итал. «giardini secreti»).

### Постройки отшельников и монастырей
Сады и постройки отшельников и монастырей носили скромный характер. Главным их украшением обычно был отделанный камнем «райский» источник, часто прикрытый ажурным павильоном (так называемым фиалом). Небольшой сад становился продолжением каждой отдельной кельи и окружал её. Это наиболее характерно для монастырей картезианцев (или картузианцев), орден которых был основан в XI веке и отличался чрезвычайной строгостью устава. Келья картезианца — двухэтажное помещение, на первом этаже находятся маленькая галерея для прогулок, мастерская со столярными принадлежностями. На втором — находятся две комнатки, меньшая, украшенная статуей Пресвятой Девы, называется «Аве Мария», здесь монах читает молитву «Аве Мария», а вторая комната предназначена для других молитв, а также для благочестивых занятий и размышлений, в ней картезианец также ест и спит. Такая келья располагается на лоне природы. В «Аллегории камальдолийского ордена» испанского художника Эль Греко (1597) малые садики такого рода покрывают вселенского вида пейзаж. Иллюстрация манускрипта «Сада наслаждений» Геррады Ландсбергской изображает лестницу, представлено несколько падающих с этой лестницы фигур, среди них — фигурка отшельника, который согрешил (как явствует из пояснительной надписи на миниатюре), «заботясь о своём саде и слишком сосредоточившись на своих растениях»

### «Тайный сад» эпохи Возрождения
Для человека эпохи Возрождения сад — арт-пространство, приспособленное для созерцания. Среди составных частей подобных садов выделялся «тайный сад», вошедший позже в структуру ранних новоевропейских парков как их составляющий элемент. Это был участок, предназначенный не для публичных приёмов и церемоний, а для частного быта владельца и поэтому тщательно отгороженный от остальной территории фитостроительными (плотными боскетами и шпалерами) и архитектурными приёмами. На римской вилле «Джулия» (по имени римского папы Юлия III) «giardino secreto» был создан в 1550-е годы таким образом, что, размещаясь ниже общего уровня парка, он не просматривался от главного входа, хотя находился в самом центре сада. По мнению современного французского философа Гаэтана Ламарш-Ваделя, высказанному в книге «Тайные сады Ренессанса» (фр. «Jardins secrets de Renaissance. Des astres, des simples et des prodiges», 1997), возможна оккультная природа «giardini secreti»: с точки зрения автора они так назывались, поскольку были предназначены для занятий различными тайными дисциплинами.
Петрарка и его продолжатели воспевали естественные «giardini secreti», устроенные нерукотворно, позже возникла мода на постройки и планировки искусственных «giardini secreti». Франческо ди Джорджо Мартини в своём «Трактате об архитектуре» (1486) отмечал, что в пристойных садах необходимы «тайные места, отвечающие желаниям философов и поэтов». Подобные «тайники» предназначались как для бытового досуга, особенно в жаркое время, так и для просвещённых раздумий (и часто поэтому включали постройки с кабинетом). Они стали особенностью ренессансно-барочных садов, а затем привели к появлению эрмитажа (уединённого уголка, обозначенного уже не только ландшафтно, но и архитектурно).
Эрмитаж впервые упоминается в трактате «Прекраснейшие здания Франции» Жака Андруэ Дюсерсо I (1579): там изображена резиденция кардинала Амбуазского в Гайоне, включая «giardino secreto», однако в полном своём объёме он не был осуществлён, а нам известен только по чертежу. На одном конце канала кардинал собирался разместить замок-дворец, а на другом конце — эрмитаж с пещерой и горой. М. Н. Соколов считает, что композиция, подчёркнутая формой водоёмов (канала с продолговатым прудом), напоминает весы, застывшие в равновесии между чувственными и духовными ценностями. К XVII веку эрмитаж уже входит в садовую планировку.

## Типы эрмитажей в Новое время
По мнению современных исследователей, в XVIII—XIX веках в Европе существовало два основных типа эрмитажей:
- Малый сельский дворец, противопоставляемый стоящему поблизости большому парадному[18].
- Хижина отшельника.

Академик Дмитрий Лихачёв пишет по этому поводу:

«Эрмитажи бывали самых различных типов, и каждый из типов имел своё символическое значение, которое передавалось всему саду: эрмитаж был эмблемой и „девизом“ сада, рядом с которым он находился. Джон Диксон Хант приводит несколько эмблематических типов эрмитажей. Наиболее традиционный тип эрмитажа, ведущий своё начало ещё от Средневековья, — это обиталище христианина, монаха-отшельника. Другой тип — место уединённого размышления светского посетителя сада. Конечно, практически немногие из владельцев садов предавались уединённым размышлениям в такого рода эрмитажах. Скорее всего, эти эрмитажи служили символом, эмблемой сада, и в них изредка могли гуляющие укрываться от непогоды, темноты, бури»— Лихачёв Д. C. Поэзия садов: К семантике садово-парковых стилей. Сад как текст

### Некоторые общие черты эрмитажей
Чаще всего оба типа эрмитажей не использовались по своему прямому назначению — для «конкретных» уединённых размышлений, а имели развлекательное значение. Это подтверждают стихи Томаса Уортона из «Приятностей меланхолии»: «Место для благочестивого размышления, для уединения и размышления; даже если он им редко пользовался, только чтобы обдумать свои недельные заботы или с веселыми друзьями посидеть в нём, выпить, покурить и просто плюнуть».
Существуют определённые декоративно-ландшафтные традиции, связанные с эрмитажами в целом. Одна из них — «мёртвое дерево». Садоводческую историю мёртвого дерева принято начинать с Уильяма Кента, который, согласно Хорасу Уолполу («Заметки о новом садоводстве»), «посадил» в лондонском Кенсингтонском саду (в 1730-е годы) мёртвые деревья, чтобы придать ландшафту большее правдоподобие, но вызвал этим насмешки современников, не сумевших оценить его замысел. Распространению моды на «мёртвое дерево» способствовал декор архитектуры садово-парковых эрмитажей, в который часто вводили стилизованные пни, коряги и старые стволы. В XIX веке укоренился английский термин «дерево-феникс» (англ. «phoenix tree»), обозначающее ожившее «дерево-руину».
Оба типа эрмитажей в Великобритании, в особенности к концу XVIII века, изобиловали знаками инобытия, от надгробий, обычно фиктивных, но иногда настоящих, до костей, устилавших полы некоторых английских садовых эрмитажей (использовались, правда, не человеческие, а овечьи кости).

## Эрмитаж — малый дворец в Западной Европе
В семантической системе садовых стилей эрмитажи имели самое разнообразное значение, часто сильно отличавшееся от своего основного — служить местом обитания отшельника (эрмита). Они ставились с XVII века обычно на самой границе или за границей «сада ограждённого» (лат. «hortus conclusus») — за пределами изгороди сада, там, где сад сменялся дикой местностью, в лесистом уголке, в тени, вдали от солнца, обычно были некоторой неожиданностью для гуляющих.
Парки в XVIII—XIX веках открывали ворота для широких слоёв общества. Во многие аристократические «эдемы» мог прийти не только представитель придворной элиты, но и разночинец, прилично одетый и подобающим образом себя ведущий. С 1730 года в небольшом парке-эрмитаже, устроенном в Ричмонде для королевы Каролины, супруги Георга II, посетители прогуливались по установленным дням и публиковали затем свои критические мнения о нём в прессе.

### Различные варианты эрмитажей в XVIII веке

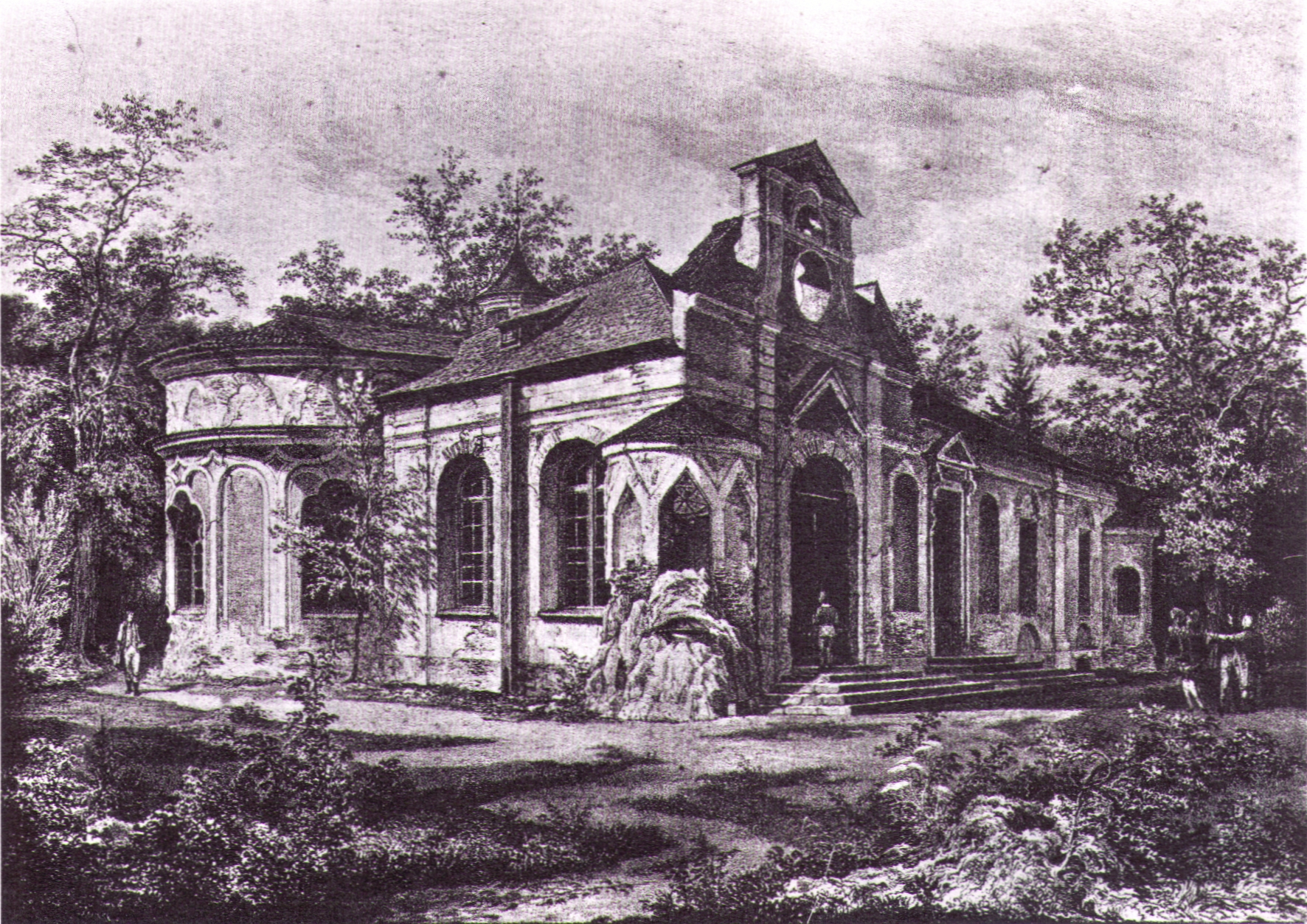
Павильон «Келья Магдалины» на литографии, 1830

Павильон «Келья Магдалины» построил в 1725—1728 годах Йозеф Эффнер в парке «Нимфенбург» вблизи Мюнхена. Вестибюль и капелла выполнены в форме грота. Апартаменты курфюрста в нём — прихожая, кабинет, столовая, дворцовая капелла. Все комнаты аскетичны, выполнены в стиле средневековых монастырских келий ордена капуцинов, они облицованы дубом и украшены гравюрами. Предназначение павильона — уединиться, укрыться от мира, сохранив при этом привычный комфорт.

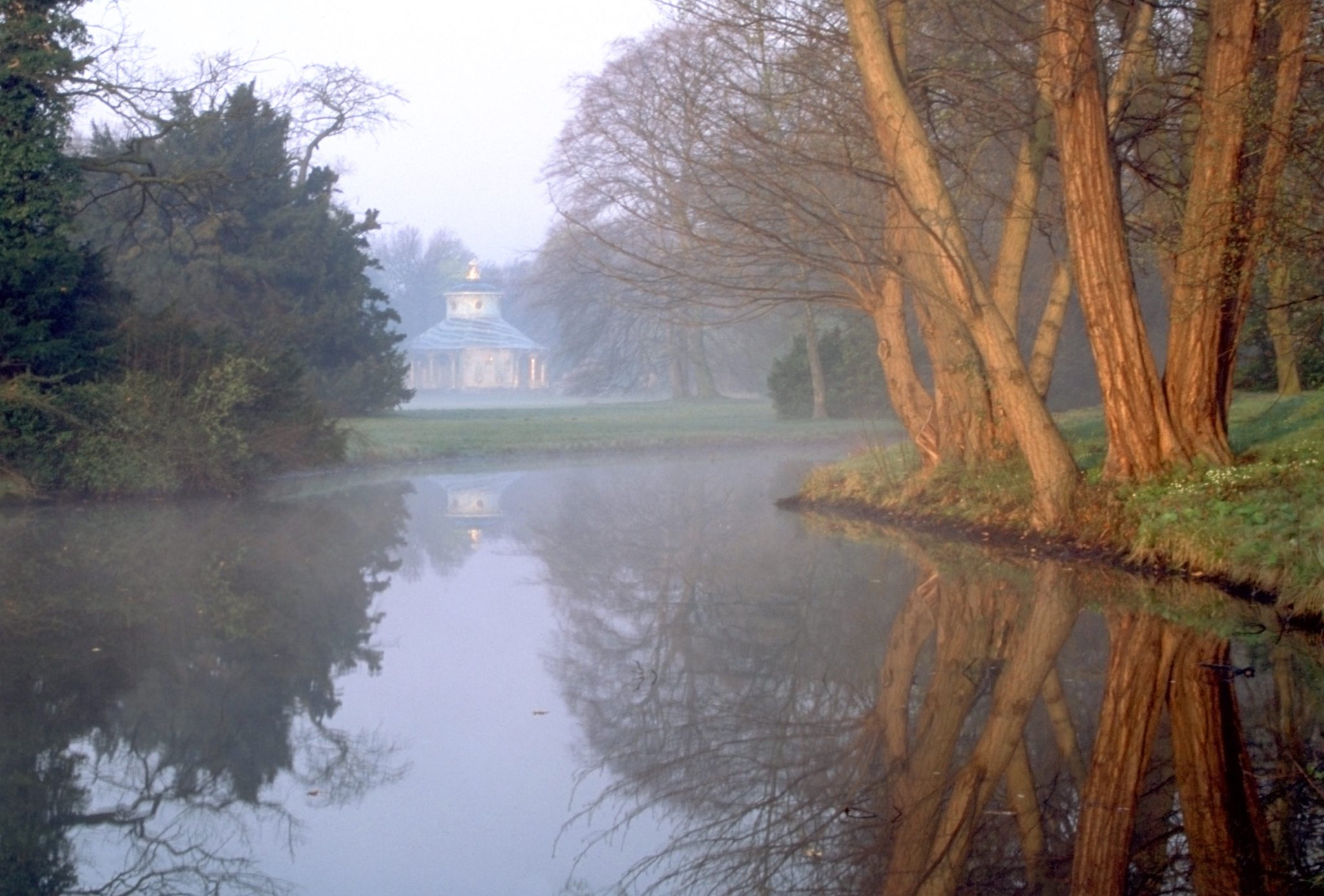
Вид из парка на Китайский домик в Сан-Суси

Иногда павильоны-эрмитажи приобретают восточный колорит; к этой категории относятся Пагоденбург («Замок-пагода», 1719) в мюнхенском «Нимфенбурге», его одноимённое повторение в Раштатте (1722) или Китайский домик в Сан-Суси (1755) (с интерьером из визионерски-сказочного шинуазри). Храм друидов с соломенными крышами в садах Ричмонда (1748), эрмитажи в арабском стиле, а также с тростниковыми крышами в «китайском вкусе», нарисованные для Ричмонда Эдвардом Стивенсом (1740), эрмитажи в стиле Эдем предназначались для того, чтобы предаваться удовольствиям меланхолии (меланхолию должны были навевать приятные думы о бренности существующего, что символизировали часто античные развалины), наводить на размышления о единении с природой (этому служили гроты, часто строившиеся в склоне горы) или  «театрализовать» пребывание в саду.
Иногда «хижина отшельника» была результатом значительных денежных вложений владельца поместья. В Вильгельмсхёэ существовала целая Долина философов — небольшая низина, расположенная рядом со строением, называвшимся «Эрмитаж Сократа». Сложностью отличался «зелёный кабинет» (не отдельный павильон, а целый участок сада) в Белёе, принадлежавший принцу Шарлю-Жозефу де Линю. Рядом с «кабинетом философа» находился в Белёе участок «Возрастов жизни» с жанровыми скульптурами. В «кабинете» имелся ручей, протекающий «по цветочным эмалям и золочёному гравию серебряной гальки», находились статуя Вольтера (в «трельяже из зимних роз»), скульптурные портреты Лафонтена, Мольера, Монтескьё, Делиля, Руссо и Гельвеция, статуи Фортуны и Плутона (рядом с непонятной из контекста рассказа современника «бездной небытия»). Участок на небольшой береговой поляне включал в себя несколько «хижин-эрмитажей». Храм Истины был создан из массивных каменных блоков, а Храм Иллюзии украшен стёклышками и «новым металлом, имитирующим серебро» (видимо, цинк). Михаил Соколов считает, что в описаниях современников этого комплекса могли сочетаться реальность и замысел, так и не воплотившийся в жизнь.

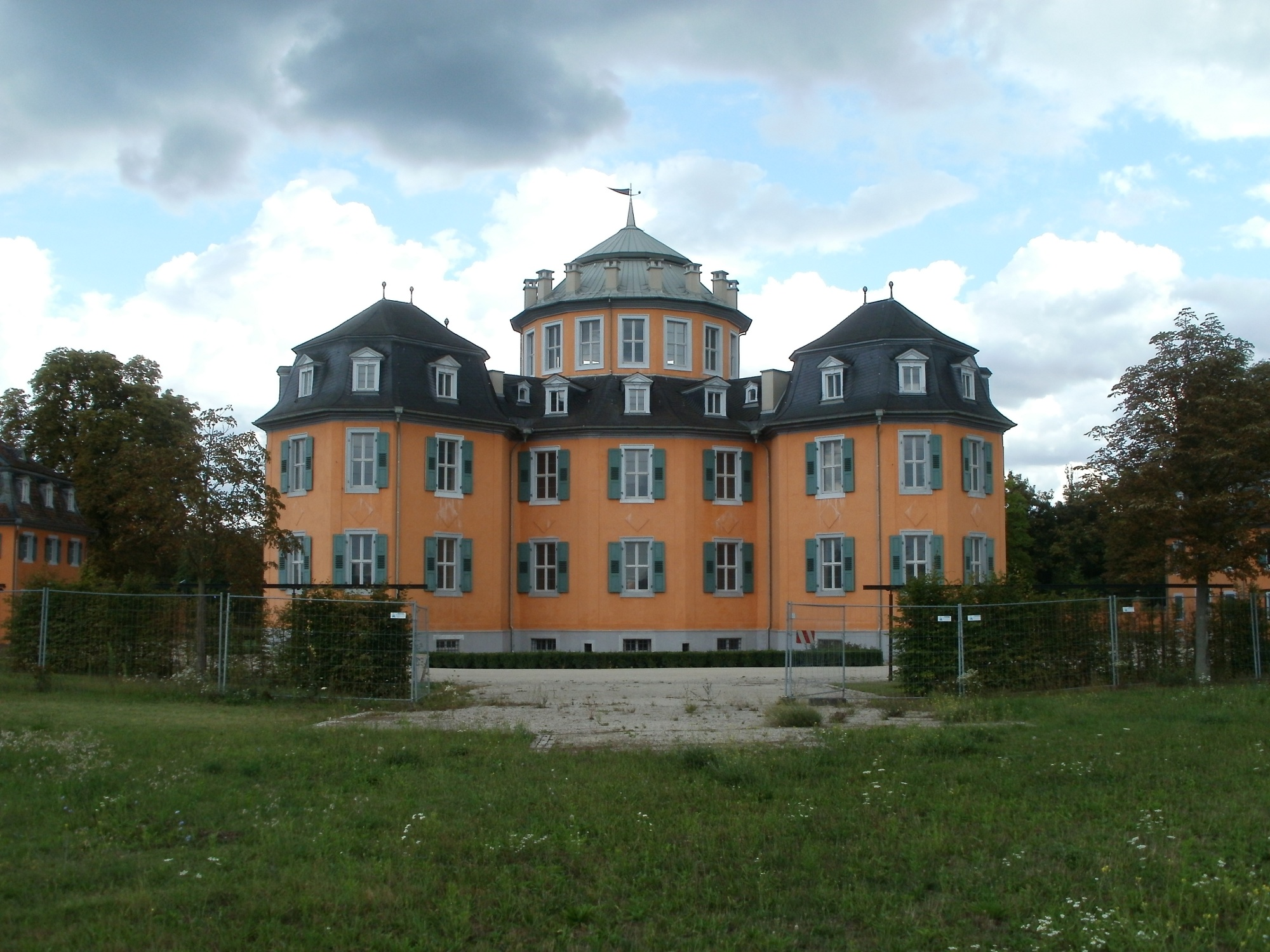
Эрмитаж в Вагхойзеле, 1724

Первостепенную ценность для де Линя как для типичного интеллектуала эпохи Просвещения имела «услада блаженных душ» (это же мнение разделяли и гуманисты эпох Возрождения и барокко). Аналогом в России исследователи считают парк Надеждино князя А. Б. Куракина. «Только в мечтах, задумках и импрессиях де Линя всё выглядит ещё более лёгким, непринуждённым, не требующим столь подробного реестра».
Охотничье шале датского и норвежского короля Фредерика IV, расположенное в Оленьем парке в местечке Йегерсборг на севере Копенгагена, также носило название «Эрмитаж» . Данное сооружение до нашего времени не дошло, изображений не сохранилось, но есть словесные описания. Это был небольшой двухэтажный павильон-бельведер, построенный в 1694 году по заказу короля Кристиана V, отца Фредерика IV, придворным архитектором Гансом ван Стенвинкелем Младшим. Он был расположен на холме в центре охотничьих угодий и получил сразу два имени: французское «Эрмитаж» («Eremitagen») и датское «дом Хубертуса» («Hubertushuset»). Святой Хуберт считался покровителем охотников, оптиков и механиков, а усадьба не только служила для охоты, но и была устроена по последнему слову механики. Имелись здесь механический стол (опускавшийся на первый этаж для сервирования блюд) и подъёмный лифт для гостей.
Часто эрмитажем после этого стал называться малый «дачный» дворец, стилизованный под сельское жилище и дополнявшим большой, расположенный поблизости. В XVIII веке эрмитаж мог также представлять собой двухэтажную постройку; в нижнем этаже находились повара и слуги, готовившие и сервировавшие еду, которая на подъёмниках доставлялась на верхний этаж, где собирался узкий круг гостей хозяина поместья, однако в Западной Европе такой «гастрономический» эрмитаж был скорее редкостью, чем правилом.

## Эрмитажи в России
Русские эрмитажи в Санкт-Петербурге, в Царском Селе и Петергофе не были похожи по своему значению на хижину отшельника. Они открыто предназначались для развлечений. Швейцарский астроном Иоганн Бернулли, путешествуя по России, писал, что русские называют свои павильоны термином «эрмитаж», но не понимают его сути: «В их эрмитажах вы не найдете ничего общего с нашими — это престижные дворцы императрицы и аристократов, предназначенные для конфиденциальных обедов». Главное отличие российских эрмитажей от европейских он видит в том, что они строились не в отдалении от главного дома или дворца для уединения владельца для раздумий или общения с природой, а являлись увеселительными павильонами, обязательно имеющими «конфиденц-столовую» с особым механическим подъёмным столом. Единственным их предшественником, детально описанным современниками (хотя и не сохранившимся), исследователи считают в Западной Европе датский «Эрмитаж» Кристиана V.
В этом отношении характерны, по мнению академика Лихачёва, петровские эрмитажи в Петергофе — Монплезир и Марли. Один из них был построен Петром I для отдыха, другой — для развлечений. В Царском Селе, с точки зрения Лихачёва, было два эрмитажа: собственно Эрмитаж, построенный Растрелли, и Грот. Грот должен был служить символом связи с природой, а также знаком и местом уединённых размышлений. Здесь находился «отшельник» — Вольтер: именно тут при Екатерине II стояла мраморная скульптура сидящего Вольтера работы Жана-Антуана Гудона.

### Наиболее известные парковые Эрмитажи на территории современной России
- Эрмитаж в Нижнем парке Петергофа. Дата постройки: 1721—1725 годы, архитектор Иоганн Фридрих Браунштейн (годы жизни неизвестны). Построен на берегу Финского залива в западной части Нижнего парка. Идея его строительства возникла у Петра во время путешествия по странам Европы. Петергофский приморский павильон послужил прототипом других русских «эрмитажей». Главной достопримечательностью его являлся подъёмный механизм, действующий при помощи ручной тяги[28].
- Павильон Эрмитаж в Екатерининском парке в Царском селе. Павильон сооружён в 1743—1753 годах одновременно со строительством Екатерининского дворца архитекторами А. В. Квасовым, С. И. Чевакинским, окончательное оформление принадлежит Бартоломео Растрелли. Двухэтажный восьмигранный павильон с четырьмя пристройками по сторонам. Павильон находится на искусственном острове, окружён со всех сторон водой и ограждён балюстрадой, переправиться на остров можно по подъёмным мостам через ров.
- Павильон Эрмитаж (1765—1767) в Кусково. Павильон был предназначен для друзей хозяина поместья, желавших уединиться во время балов. На второй этаж можно было попасть только с помощью механического лифта. Первый этаж предназначался для прислуги, подача напитков и закусок осуществлялась с помощью изящного подъёмного стола.
- Павильон Эрмитаж в Быкове под Москвой (не сохранился) — двухэтажное здание на невысоком цоколе, служило домашним концертным залом. Построен в стиле классицизм в 70-е годы XVIII века. Автором проекта считается Матвей Казаков. Центральная часть представляла собой круглый зал площадью около 60 квадратных метров, по внешнему периметру был расчленён пилястрами, между которыми располагались статуи в нижнем этаже. От главного входа шёл спуск к воде, где располагалась пристань, украшенная вазами и статуями детей[31].
- Павильон Эрмитаж в усадьбе «Черёмушки-Знаменское» под Москвой (ныне в Черёмушках, районе Москвы), построенный в стиле классицизм. Известно, что в подобных постройках частных, а не императорских усадеб, устраивались танцы, чтения, концерты, выставлялись картины и статуи[32].

С конца XVIII века не только отдельное здание с живым монахом или его скульптурным изображением, но и целый усадебно-парковый комплекс мог называться «пустыня» (при этом подразумевалось не аскетическое усмирение плоти, а эстетическое наслаждение просвещённого владельца, далёкое от телесных утех). Этот смысл придавал слову «пустынный» А. С. Пушкин, обозначая им дворец князя Николая Юсупова в Архангельском («К вельможе», 1830). Барский дом в Кусково именовался «домом уединения» (хотя преобладали под подобным названием небольшие постройки, например, беседка-«пустынка» в Богородицком).

### Эрмитаж в Санкт-Петербурге
Государственный Эрмитаж Растрелли в Санкт-Петербурге — огромное здание, оно не похоже ни на один из типов парковых эрмитажей. Для объяснения его названия Лихачёв предложил следующую гипотезу. Голландские сады были более «утилитарны», чем итало-французские. По-видимому, утилитарное значение — служить местом развлечений — отодвинуло на второй план эмблематическое значение эрмитажа, которое не было воспринято уже Петром I. Пётр пользовался своими эрмитажами для частных развлечений. Эрмитаж Екатерины II развлекал императрицу среди произведений искусства, «но семантическая связь с садом в эмбриональной форме сохранилась: на уровне второго этажа в Петербургском Эрмитаже появился „висячий сад“ — род „hortulus conclusus“, типа монастырского, с большим количеством искусственных гнёзд для птиц, которые своим пением и воркованием, вместе с благоуханием пахучих трав и цветов, должны были напоминать императрице о самом главном семантическом прототипе всех европейских садов вообще — Эдеме».

Парковые эрмитажи в России
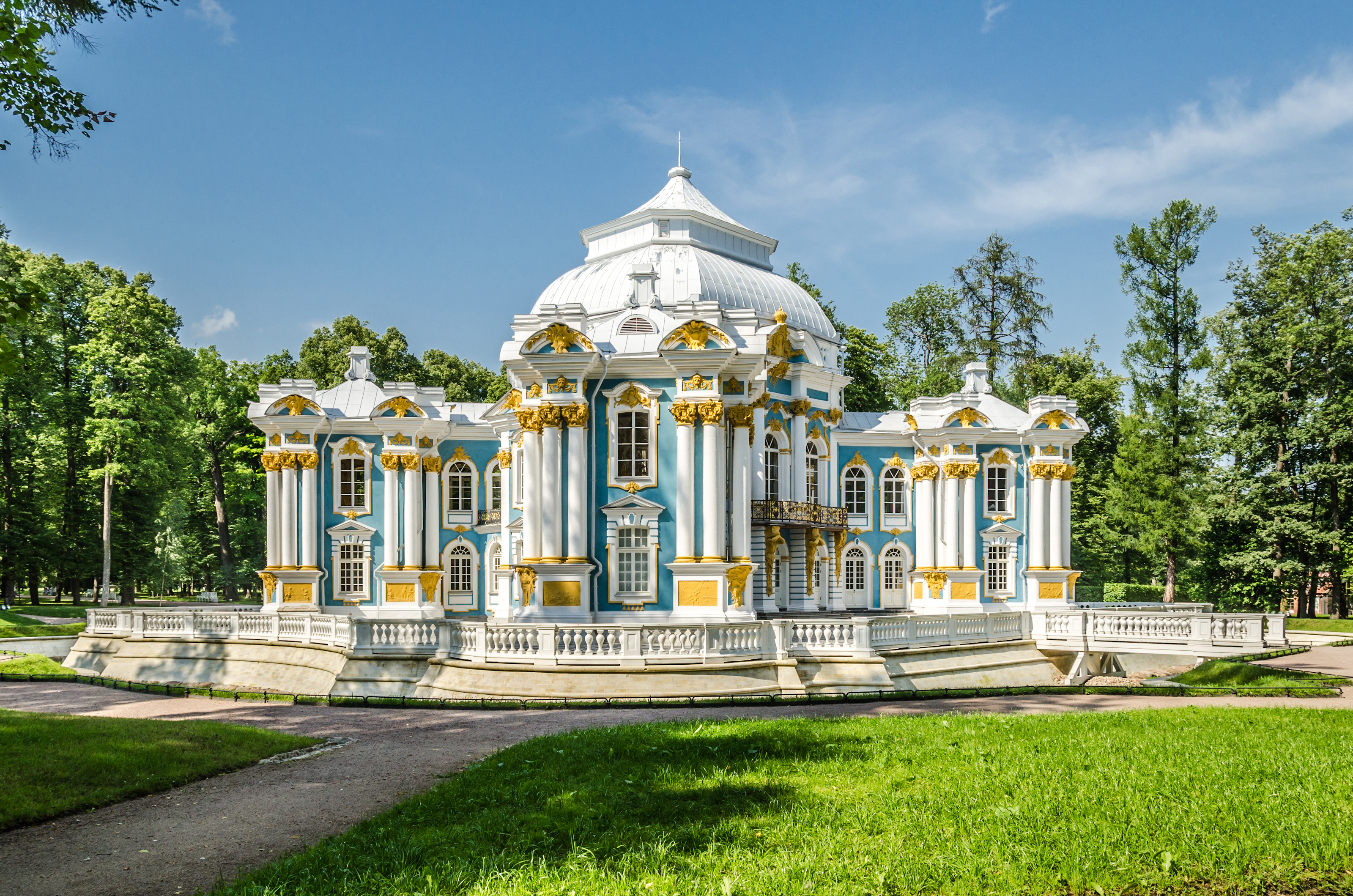
Павильон «Эрмитаж» в Екатерининском парке
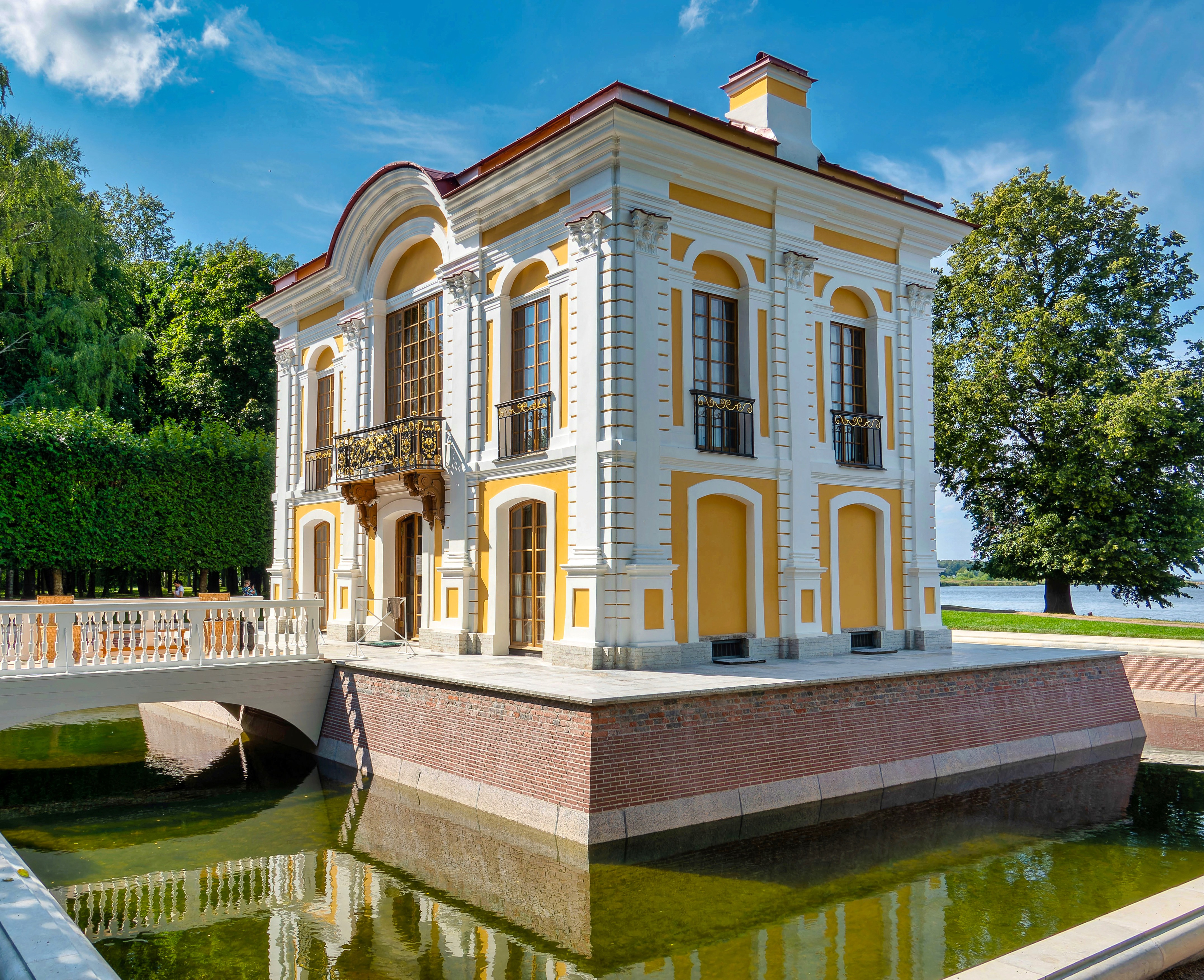
Павильон «Эрмитаж» в Петергофе
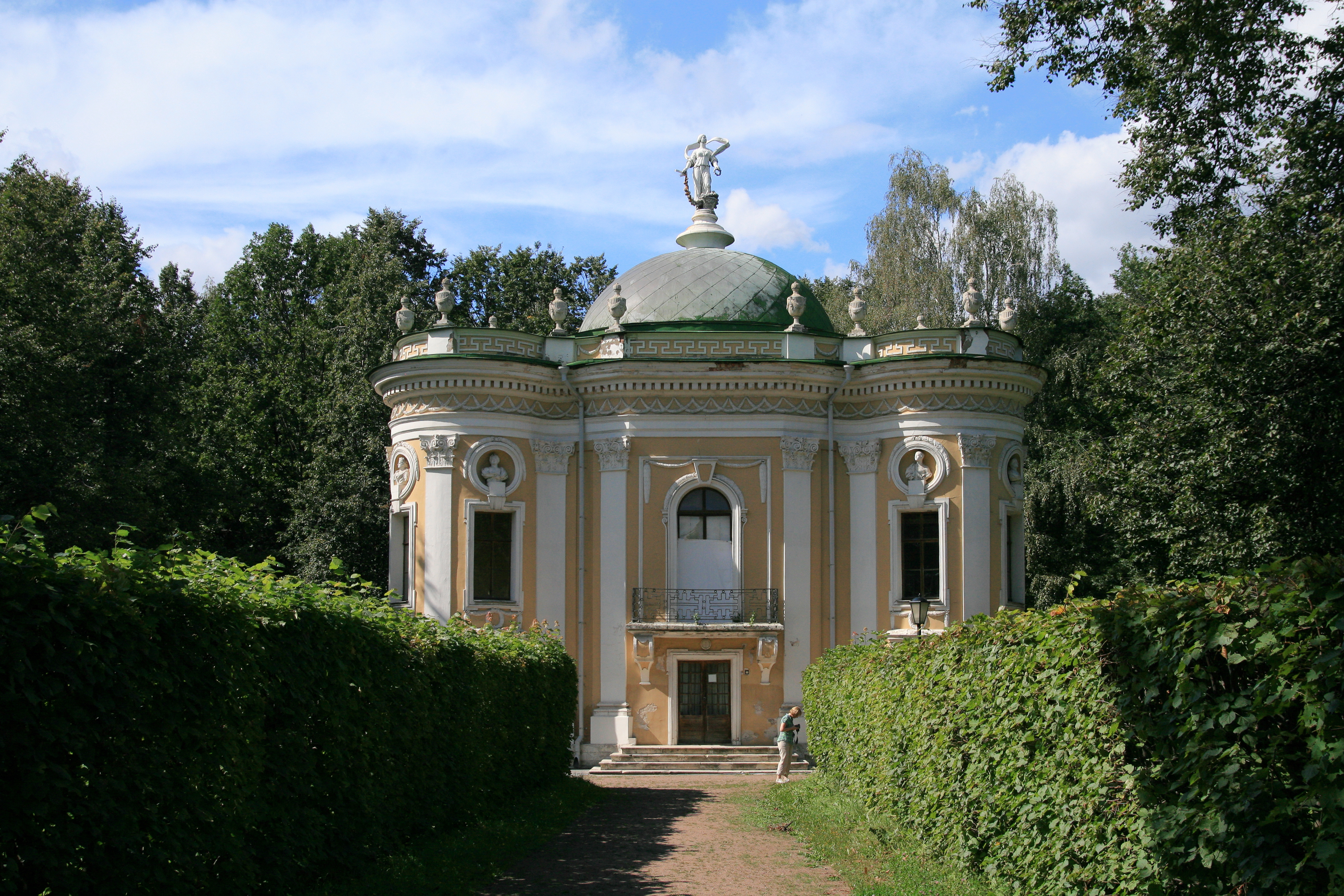
«Эрмитаж» в Кусково
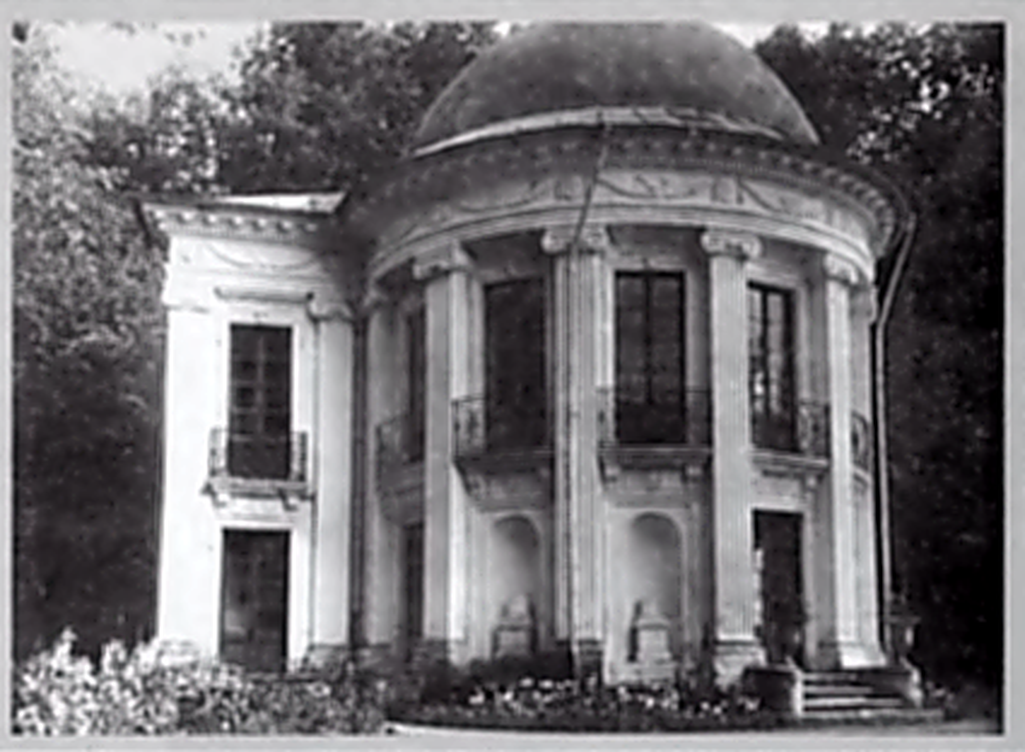
Неизвестный фотограф начала XX века. «Эрмитаж» в усадьбе Быково (не сохранился)
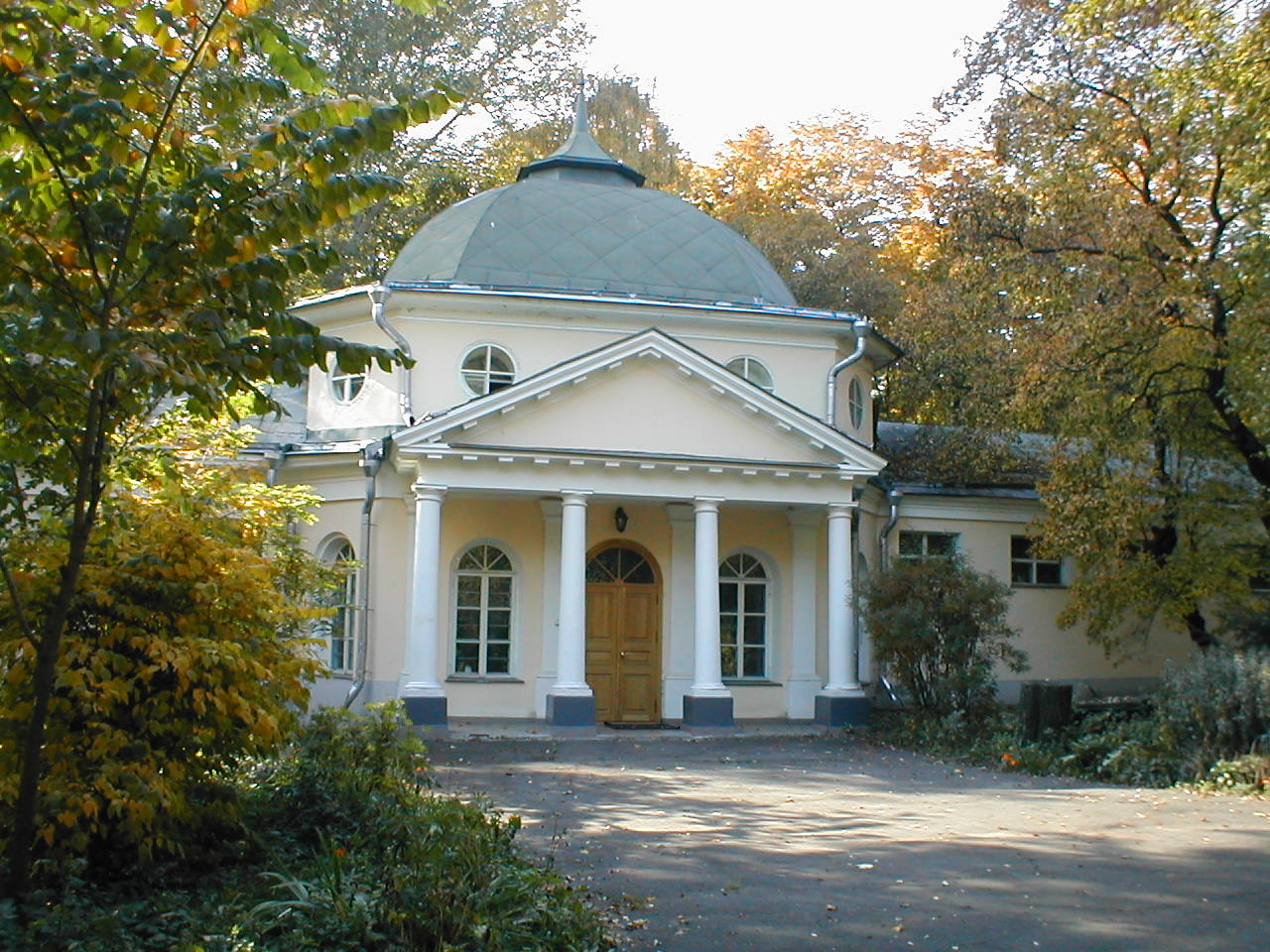
Павильон «Эрмитаж» в усадьбе «Черёмушки-Знаменское»